# Charlote SP
Charlote SP é um filme brasileiro dirigido por Frank Mora em 2015. É o primeiro longa-metragem nacional produzido totalmente por uma câmara de telefone celular (Smartphone).
Com um custo total de R$ 80.000,00, o longa tem como protagonistas, Fernanda Coutinho e Guilherme Leal, com participações especiais dos ex-pilotos de Formula 1, Damon Hill e Johnny Herbert, e o escritor Evandro Affonso Ferreira. A trilha sonora leva a assinatura de Kiko Zambianchi.